# Ungheria ai Giochi della IX Olimpiade
L'Ungheria partecipò ai Giochi della IX Olimpiade, svoltisi ad Amsterdam, Paesi Bassi, dal 28 luglio al 12 agosto 1928,  
con una delegazione di 109 atleti, di cui 16 donne, impegnati in 12 discipline,
aggiudicandosi 4 medaglie d'oro e 5 medaglie d'argento.

## Medagliere

### Per discipline
| Sport              | Oro | Argento | Bronzo | Totale |
| ------------------ | --- | ------- | ------ | ------ |
| Scherma            | 2   | 1       | 0      | 3      |
| Lotta greco-romana | 1   | 1       | 0      | 2      |
| Pugilato           | 1   | 0       | 0      | 1      |
| Atletica leggera   | 0   | 1       | 0      | 1      |
| Nuoto              | 0   | 1       | 0      | 1      |
| Pallanuoto         | 0   | 1       | 0      | 1      |
| Totale             | 4   | 5       | 0      | 9      |

### Medaglie
| Medaglia | Atleta                                                                                       | Sport              | Evento                          |
| -------- | -------------------------------------------------------------------------------------------- | ------------------ | ------------------------------- |
| Oro      | Lajos Keresztes                                                                              | Lotta greco-romana | Pesi leggeri                    |
| Oro      | Tony Kocsis                                                                                  | Pugilato           | Pesi mosca                      |
| Oro      | Ödön von Tersztyánszky                                                                       | Scherma            | Sciabola individuale maschile   |
| Oro      | Ödön von Tersztyánszky János Garay Attila Petschauer József Rády Sándor Gombos Gyula Glykais | Scherma            | Sciabola a squadre maschile     |
| Argento  | Béla Szepes                                                                                  | Atletica leggera   | Lancio del giavellotto          |
| Argento  | László Papp                                                                                  | Lotta greco-romana | Pesi medi                       |
| Argento  | István Bárány                                                                                | Nuoto              | 100 metri stile libero maschili |
| Argento  | Ungheria                                                                                     | Pallanuoto         | Torneo Maschile                 |
| Argento  | Attila Petschauer                                                                            | Scherma            | Sciabola individuale maschile   |

## Risultati

### Pallanuoto
| Atleta | Classifica |                     |
| --- | --- | ------------------- |
| V · D · M Nazionale maschile ungherese di pallanuoto · Giochi olimpici - Amsterdam 1928 Barta · Halassy · Homonnai · Ivády · A. Keserű · F. Keserű · Vértesy · Bródy · Csorba · Czele · Wenk · CT : Béla Komjádi | Argento |                     |
| Nazionale maschile ungherese di pallanuoto · Giochi olimpici - Amsterdam 1928 | |                     |
| Barta · Halassy · Homonnai · Ivády · A. Keserű · F. Keserű · Vértesy · Bródy · Csorba · Czele · Wenk · CT: Béla Komjádi                                                                                          | Barta · Halassy · Homonnai · Ivády · A. Keserű · F. Keserű · Vértesy · Bródy · Csorba · Czele · Wenk · CT: Béla Komjádi | Ungheria (bandiera) |